# أدولف نيكولا
أدولف نيكولا (بالألمانية: Adolphe Nicolas) (و. 1936 – م) هو جيولوجي، وعالم فيزياء الأرض، من فرنسا، ولد في رين.